# GE ES44ACi

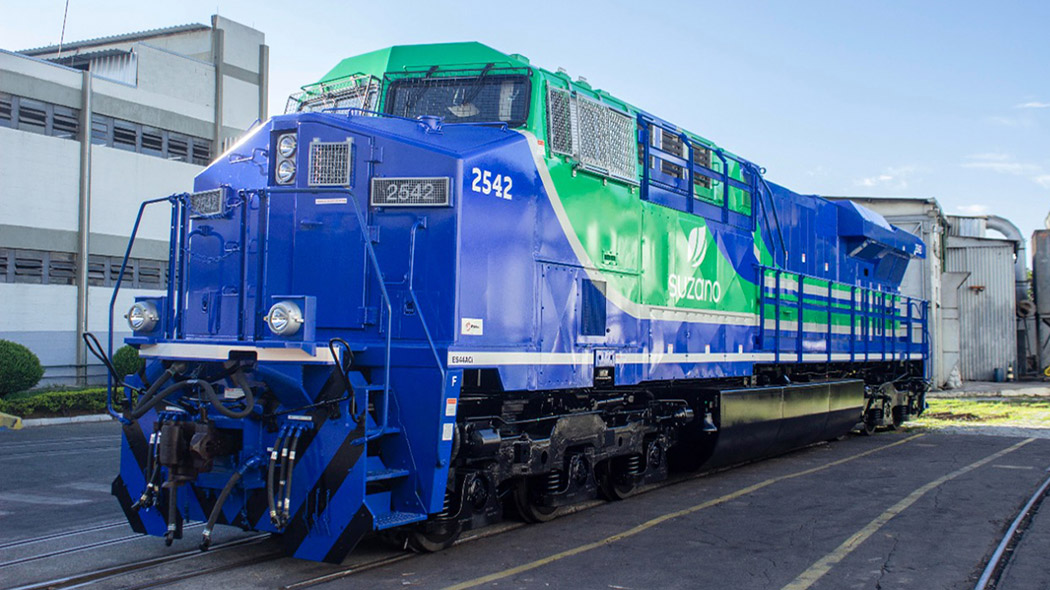
Locomotiva ES44ACi na fábrica da Wabtec em Contagem, Minas Gerais.

A  GE ES44ACi é uma locomotiva diesel-elétrica da linha Evolution Series, produzida no Brasil pela Wabtec Corporation visando substituir do catálogo a GE AC44i, originalmente desenvolvida pela GE Transportation nos Estados Unidos para o mercado brasileiro, tendo em vista os tuneis mais estreitos apresentados nas ferrovias brasileiras, além de possuir capacidade de refrigeração aprimorada em longos túneis.

## Especificações
- Motor GEVO de 12 Cilindros, sistema de injeção Common Rail de alta pressão, Potência total de 4500 GHP, Potência Disponível de 4400THP a 1050 rpm
- Sistema de propulsão CA com um inversor por eixo e Freio Dinâmico até 0 km/h
- Sistema de Controle GE CCA/Sistema Central de Diagnóstico/Isolamento individual TM
- Sistema Eletrônico de Freio a Ar
- Esforço de Tração Inicial/Contínuo: (STE) 90.718 kgf, (CTE) 75.300 kgf
- Esforço de Frenagem Dinâmica (DBE): 53.070 kgf (pico)
- Peso por eixo: 32,5 t
- Classificação AAR: C-C
- Capacidade de combustível: 17.980 litros
- Bitola: 1,60 metros [2]

## Proprietários originais
No Brasil foram fabricadas e adquiridas pelas empresas Suzano Papel e Celulose, MRS Logística S/A e Rumo Logística.
| Empresa                 | Numeração                             | Quantidade |
| ----------------------- | ------------------------------------- | ---------- |
| Suzano Papel e Celulose | 2542 a 2549, 8457 a 8465              | 17         |
| Rumo Logística          | 2550 a 2578, 8470 a 8473, 9593 a 9607 |            |
| MRS Logística           | 7501 a 7541                           | 41         |
| Inpasa                  | 8468 a 8469                           | 2          |